# 吉林大学唐敖庆班
吉林大学唐敖庆班（英語：Tang Aoqing Honors Program in Science）是2009年吉林大学入选基础学科拔尖学生培养试验计划后成立的以该校前校长中国科学院院士唐敖庆命名的试验班，分别在数学、物理、化学、生物科学、计算机科学五个学科范围内招生教学，每届招生规模70人左右。

## 入学
唐敖庆班招生方式包括但不限于自主招生、免试推荐和在校生选拔。

## 培养模式
唐敖庆班实行导师制，与中国科学院、华大科技等皆有合作，达到培养要求的学生可以全部免试进入研究生阶段学习。